# Eric Stutz
Frederic “Eric” George Stutz (Newburgh (Indiana), Estados Unidos, 9 de septiembre de 1992) es un jugador de baloncesto estadounidense. Juega de ala-pívot y su actual equipo es el TAU Castelló de la LEB Oro.

## Carrera deportiva
Es un ala-pívot que durante cuatro temporadas compitió en la NCAA con los Eastern Kentucky Colonels. Tras no ser drafteado en 2015, debutaría como profesional en Holanda en las filas del ZZ Leiden.
Más tarde jugaría en Eslovaquia en las filas del BK Inter Bratislava y durante dos temporadas en la Superliga de baloncesto de Kosovo, en las filas del KB Trepça y KB Bashkimi.
En septiembre de 2018, firmó un contrato por el Actel Força Lleida para jugar en el equipo catalán durante una temporada en la Liga LEB Oro tras tres semanas de prueba en el conjunto ilerdense.
En verano de 2020, firma por el A.S. Ramat HaSharon de la Liga Leumit, la segunda división de baloncesto israelí.
El 22 de julio de 2021, firma por el TAU Castelló de la LEB Oro.